# Joan Trimble
Joan Trimble (Enniskillen, 18 juni 1915 – aldaar, 6 augustus 2000) was een Ierse componiste, muziekpedagoge en pianiste. Haar moeder Marie (geboren Dowse) was een violiste en muzieklerares, haar vader William Egbert was de uitgever en drukker van het dagblad "The Impartial Reporter", dat door haar grootvader was opgericht in 1825. Haar grootvader was de Ierse dichter William Copeland Trimble.

## Levensloop
Trimble had al vroeg viool- en pianoles; op vierjarige leeftijd speelde zij in een klein orkest mee, dat de theaterproducties van de Enniskillen Amateur Dramatic Society begeleidde. Samen met haar jongere zuster Valerie speelde ze in jonge jaren thuis vierhandig piano. Zij studeerde van 1931 tot 1936 aan de Royal Irish Academy of Music en behaalde haar piano diploma (LRAM) in 1935. Van 1932 tot 1936 studeerde ze eveneens aan het Trinity College in Dublin en behaalde haar Bachelor of Arts in 1936. Daarna volgde ze haar zuster Valerie naar Londen, waar zij aan het Royal College of Music bij de Australische componist en pianist Arthur Benjamin piano en bij Ralph Vaughan Williams en Herbert Howells compositie studeerde. In 1937 behaalde ze haar Bachelor of Music aan dit conservatorium.
Ze debuteerde in 1938 als pianiste in Londen samen met haar zuster Valerie Trimble met een pianostuk Jamaican Rumba van haar leraar Arthur Benjamin. De zusters vormden een heel succesrijk pianoduo in de volgende 30 jaren. Samen verzorgden ze meerdere optredens in het BBC televisie, in 1943 een concert tijdens de Londens Proms en speelden de première van de concerten voor twee piano's van Arthur Bliss en Lennox Berkeley.
Van 1959 tot 1977 was ze docent voor pianobegeleiding aan het Royal College of Music in Londen.
Als componiste raakte ze bekend met de publicaties van haar liederen met begeleiding van twee piano's. Het volgden Sonatina voor twee piano's en haar Phantasy Trio, waarmee ze de Cobbett prijs aan het Royal College of Music veroverde. In 1957 schreef ze in opdracht van de BBC televisie haar televisieopera Blind Raftery, haar bekendst werk. Verdere bekende werken zijn de Suite, voor strijkorkest en Érin go Brágh, een mars-rapsodie voor brassband.
Zij was gehuwd met de arts (General practitioner) John Greenwood Gant sinds 27 juni 1942. Samen hadden ze 3 kinderen, Nicholas, Joanne en Conslie. Na het overlijden van haar vader in 1960 nam ze het bestuur van het dagblad "The Impartial Reporter" in Enniskillen over en bleef in deze functie tot 1992.
In 1960 werd ze geëerd door het Royal College of Music en in mei 1983 werd zij onderscheiden als ere-Master of Arts door de Queen's University Belfast. In 1985 werd ze onderscheiden met de ere-FRIAM (Fellowship of the Royal Irish Academy of Music) in Dublin. Van 1981 tot 1985 behoorde ze tot het bestuur van het Ulster Television en behoorde eveneens van 1983 tot 1988 tot de adviescommissie van het Arts Council of Northern Ireland (ACNI).

## Composities

### Werken voor orkest
- 1940 The Pool among the Rushes, voor klarinet en strijkorkest
- 1942 In Glenade, voor strijkorkest
- 1951 Suite, voor strijkorkest
- Ulster Airs, voor orkest

### Werken voor brassband
- 1943 Érin go Brágh - March Rhapsody, voor brassband

### Televisieopera
| Voltooid in | titel         | aktes    | première               | libretto                       |
| ----------- | ------------- | -------- | ---------------------- | ------------------------------ |
| 1957        | Blind Raftery | 2 scènes | mei 1957 BBC televisie | Cedric Cliffe, naar Donn Byrne |

### Vocale muziek

#### Liederen
- 1937 My Grief on the Sea, voor zangstem en piano
- 1937 Girl's Song, voor mezzosopraan en piano - tekst: Wilfrid Wilson Gibson
- 1938 Green Rain, voor zangstem en piano
- 1949 The County Mayo, voor zangstem (bariton) en twee piano's
- 1953 The Milkmaid, The Lamb, voor sopraan, bariton en piano

### Kamermuziek
- 1939 The Coolin, voor cello en piano
- 1940 Phantasy Trio, voor viool, cello en piano
- 1940 The Pool among the Rushes, voor klarinet en piano
- 1990 Three Diversions, voor blaaskwintet (dwarsfluit, hobo, klarinet, hoorn en fagot)

### Werken voor piano
- 1938 Buttermilk Point, voor twee piano's
- 1938 The Bard of Lisgoole, voor twee piano's
- 1938 The Humours of Carrick, voor twee piano's
- 1940 Sonatina, voor twee piano's
- 1941 The Green Bough, voor twee piano's
- 1943 Pastorale - Hommage à Francis Poulenc, voor twee piano's
- 1949 The Gartan Mother's Lullaby, voor twee piano's
- 1949 The Heather Glen, voor twee piano's

### Werken voor harp
- 1969 Introduction and Air, voor twee Ierse harpen